# Quimicofobia
Quimicofobia (também chamado de quimiofobia  ) é uma aversão irracional ou preconceito contra produtos químicos ou a química. O fenômeno é atribuído tanto a uma preocupação razoável sobre os potenciais efeitos adversos das substâncias químicas sintéticas, e um medo irracional dessas substâncias devido a equívocos sobre o seu potencial uso para provocar danos.  

## Definição e usos
Há opiniões divergentes sobre o uso adequado da palavra Quimicofobia. A União Internacional de Química Pura e Aplicada define Quimicofobia como um "medo irracional de produtos químicos".  Conforme o Conselho Americano de Ciência e Saúde, quimicofobia é um medo de substâncias sintéticas provenientes de "histórias de terror" e reivindicações exageradas sobre os seus perigos predominantes nos meios de comunicação .
Apesar de conter o sufixo -phobia, a maioria do trabalho escrito com foco no tratamento da Quimicofobia descreve-a como uma aversão não clínica ou preconceito, e não como uma fobia na definição médica padrão. Enquanto o tratamento de fobias é geralmente focado em terapia, educação química    e sensibilização do público  Parecem ser formas eficazes de tratar a Quimicofobia.
Michelle Francl escreveu: "Nós somos uma cultura quimicofóbica que se tornou sinônimo de algo artificial, adulterado, perigoso ou tóxico". Ela caracteriza a quimicofobia como "algo mais como o daltonismo do que uma verdadeira fobia", porque quimicofobicos são "cegos" para a maioria dos produtos químicos que se deparam:. Cada substância no universo é um produto químico  Francl propõe que tais equívocos não são inócuos, como demonstrado em um caso por estatutos locais que se opõem a fluoretação da água pública, apesar de casos documentados de perda de dentes e déficit nutricional . Mas, em termos de percepção de risco, as pessoas sentem que produtos químicos que ocorrem naturalmente são mais seguros do que os sintéticos para a maioria das pessoas. Consequentemente, as pessoas temem produtos químicos "não naturais" ou provocados pelo homem, embora aceitem substâncias químicas naturais que são conhecidas por ser perigosas ou venenosas.  

## Causas e Efeitos
O professor de química Pierre Laszlo escreve que, historicamente, os químicos sempre experimentaram a quimicofobia da população em geral, e considera que ela está enraizada tanto em noções irracionais quanto em preocupações genuínas (como aqueles sobre a guerra química e os desastres industriais). [3] O professor Gordon Gribble escreve que o início da quimicofobia, sem dúvida, pode ser atribuído a Primavera Silenciosa, e que os eventos subsequentes, tais como a contaminação da Times Beach e o desastre de Bhopal, na Índia, só agravaram a situação.
Segundo o Conselho Americano de Ciência e Saúde, a quimicofobia é um fenômeno crescente entre o público americano  e atingiu proporções "epidêmicas" entre o público em geral. [6] Em um livro publicado pelo Conselho, Jon Entine escreve que isto é, em parte, devido à propensão das pessoas para mostrar alarme na presença relatada de produtos químicos no seu corpo, ou no ambiente, mesmo quando as substâncias químicas estão presentes em "quantidades minúsculas", que são em seguramente fato.  Em outra parte, Entine argumentou que a quimicofobia está ligada a um princípio de precaução em matéria de política agrícola, o que poderia comprometer a capacidade do mundo para alimentar sua população sempre crescente. 
No Reino Unido, a Sense About Science produziu um folheto que visa educar as celebridades sobre ciência, em que diz que os seres humanos transportam apenas pequenas quantidades de "bagagem química" e que é só por causa de avanços na química analítica que podemos detectar estes vestígios em todos. 
Philip Abelson argumentou que a prática de administrar grandes doses de substâncias a animais em experimentos de laboratório, para testar o potencial carcinogênico, levou a quimicofobia pública, aumentando receios injustificados mais efetivos dessas substâncias em humanos. Ele vê um custo de oportunidade nos "perigos-fantasmas", tais conjura de teste, uma vez que desvia a atenção sobre os perigos reais colocados para a saúde humana. 

## Respostas
Esforços têm sido feitos pelos químicos para neutralizar a quimicofobia, nomeadamente em matéria de educação dos consumidores sobre a segurança dos aditivos alimentares e alimentos pré-embalados.